# 死神ドットコム
『死神ドットコム』（しにがみドットコム  英:shinigami.com）は優しい内臓による日本の4コマ漫画作品。『まんがタイムきららキャラット』（芳文社）にて2020年12月号から2021年2月号までゲスト掲載後、同年4月号から2023年2月号まで連載された。

## あらすじ
上司から「不幸な人間の魂」を取ってこいと指示を受け、人間界にやってきた社員死神のデス・メルメル。偶然出会ったOLの東京霊（タマ）と「1000万円の借金を全額返済したら魂を渡す」契約を結んだ矢先、上司から「魂を取ってこれるまで天界に戻れない」ことを告げられる。タマを狙う後輩OLの犬飼ミライやドSな大家の春風こだまなど、癖のある人々に囲まれながら、ガスと水道の止まったボロアパートの一室で二人は共同生活を送っていく。

## 登場人物

### 主要な登場人物
デス・メルメル
血液型:B型
本作の主人公。天界の死神株式会社で働くヒラ社員。58歳。女性。見た目は小学生ほどで、子供扱いされることも多い。「不幸な人間の魂」の注文を受けて人間界にやってきて「魂を取る代わりに借金を全て返済する」契約をタマと結ぶが、程なく上司から「魂を取るまで天界に戻れない」ことを通告され、借金返済のための共同生活をタマと送ることになる。死神としては落ちこぼれで、自身でも「ロクな魔法を使えない」と話す。自身や他人の外見年齢を変えたり火を点けることはでき、特に着火魔法はガスと水道の止まったタマの部屋で雨水を沸かす際に重宝されている。
タマ / 東京 霊（とうきょう たま）
血液型:O型
本作のもう1人の主人公。1000万円の借金を背負い、ガスと水道の止まったアパートの一室で暮らすOL。酒・タバコ・ギャンブルが大好きで「普通のOLと同じか少し安いくらい」の給料をもらいながら、メルメルがやってきて以降も借金の返済は一向に進んでいない。
犬飼 ミライ（いぬかい ミライ）
血液型:A型
タマと同じ会社に勤める後輩OL。性愛を含めた好意をタマに向け、タマと親密になるためなら手段を選ばない。タマ本人にもそのことは把握されており、拒絶こそされていないものの、警戒はされている。
春風 こだま（はるかぜ こだま）
血液型:AB型
タマの学生時代からの友人でタマの暮らすボロアパートの大家。中学生にも間違えられる容姿に常にセーラー服を着ているが、タマと同い年。かわいいもの好きに加えてサディズムの性癖を持ち、タマの家賃は毎月「ネコちゃんごっこ」の相手をしてもらい、嗜虐心を満たすことで代わりとしている。タマには知られていないが、タマの勤める会社の得意先企業の社長でもある。

### その他の登場人物
借金取り
タマの借金の回収を担当している男性。スキンヘッドにサングラスをかけたイカつい風体をしているが純朴な一面も持ち、些細なきっかけからタマのことを異性として意識している。
デス・チルチル
メルメルの姉。死神株式会社でメルメルの直属の上司（課長）よりも更に上の地位についている。上級魔法の一つである幻覚魔法が得意な一方でそれ以外の魔法は上手に使うことができない。
桜木 乃々（さくらぎ のの）
タマが借金を背負うきっかけとなった女性。詳細な間柄は不明ながら、タマからは「先輩」と呼ばれる。事故により人間界で故人となった後、転生することができずに天使となった。タマ以上のギャンブル癖の持ち主。
春風 みこと（はるかぜ みこと）
こだまの弟。タマの勤める会社の得意先企業の専務。姉とは正反対のマゾヒスト。

## 書誌情報
- 優しい内臓『死神ドットコム』芳文社〈まんがタイムKRコミックス〉、全2巻[2]
  1. 2021年12月25日発売、ISBN 978-4-8322-7335-1
  2. 2023年1月26日発売、ISBN 978-4-8322-7436-5